# Ala (militær)
En ala (latin for "vinge"; pl. alae) var det udtryk, der i den midterste periode af den Romerske Republik (338–88 f.Kr.) blev brugt til at betegne en militær formation sammensat af værnepligtige fra socii – Roms italienske militærallierede. En normal romersk hær, ledet af en konsul, bestod i perioden af to legioner, som kun var sammensat af romerske borgere, og to allierede alae.
Alae var noget større end normale legioner – 5.400 eller 5.100 mand mod legionernes 4.500 mand – og de indeholdt en større mængde kavaleri (normalt 900 ryttere mod de 300, som romerne leverede).
Fra den første romerske kejsers, Augustus (r. 27 f.Kr. – 14 e.Kr.), tid blev udtrykket ala brugt i den professionelle kejserlige hær til at betegne en meget mindre enhed (ca. 500), som kun bestod af kavalerienheder af ikke-romerske borgere (også kaldet auxilia).

## Historie
I takt med at de romerske hære begyndte at være sammensat af dels romerske borgere og dels socii (allierede fra resten af det italienske fastland) – enten Latini eller Italici – blev det praksis at lede de romerske tropper (legionerne) i midten af slaglinjen og med socii på siderne. I den midterste periode af den Romerske Republik bestod de romerske hære af to legioner bestående af romerske borgere og to "ala" bestående af italienske allierede – hvor de to ala leverede tredive turmae kavaleri pr ala, hvorimod romerne kun leverede ti turmae per legion. Derfor betegnede ala og alarii de tropper, som Roms allierede stillede til rådighed – både til hest og til fods – hvor de to divisioner blev skelnet som dextera ala (højre fløj) og sinistra ala (venstre fløj).
Så sent som på Polybius' tid blev tropperne fra de allierede – der dannede alae – rekrutteret af deres egne ledere i deres hjemegn. De allieredes obligationer i forhold til at stille tropper til rådighed for den romerske hær var specificeret af de aftaler, der var omfattet af formula togatorum. De blev ledet af seks romerske officerer kaldet praefecti sociorum – svarende til legionens seks militærtribuner – som blev udvalgt fra equites af den ansvarlige konsul. Rom stolede dog på deres allierede kommandører, såsom f.eks. frentaneren Oblacus Volsinius eller campanianeren Decius Vibellius under den Pyrrhiske Krig.
Det formodes, at socii kæmpede på samme måde og med samme udstyr som de romerske tropper. Ligeledes blev de givet deres egne basisrationer, og de ville også modtage en procentdel af ethvert krigsbytte – dog en lavere sats end de romerske tropper.